# Rinaldo Hopf
Rinaldo Hopf (Freiburg, 30 juni 1955) is een Duitse kunstenaar. Hij is vooral bekend om zijn aquarelschilderijen. Hij schildert voornamelijk homo-erotische voorstellingen, vaak op kranten of ander oud papier. Ook is hij fotograaf. Zijn modellen zijn vooral auteurs en pornoacteurs.

## Biografie
Hopf heeft kunst, culturele antropologie en religieuze geschiedenis gestudeerd in Freiburg, waar hij cum laude geslaagd is. Hij heeft enkele jaren als visuele artiest gewerkt in San Francisco en Parijs, maar ook als kunsttherapeut in West-Berlijn. Op het moment is hij werkzaam als visuele artiest en curator in Berlijn, Westfalen en Los Angeles. Hij heeft vele beurzen gekregen voor zijn werk, waaronder een van de Tom of Finland Foundation in 2017 én 2020. Hopf is in 2019 getrouwd met zijn partner Frank Tepel, alias Fox.
Hopfs werk staat bekend om de homo-erotische taferelen: jongens die seksuele handelingen met zichzelf of elkaar verrichten zijn populair in zijn kunst. Zijn voorkeursmateriaal is aquarelverf, waarmee hij heel gedetailleerd kan schilderen. Enerzijds zijn veel van zijn werken realistisch van aard: er is sprake van een duidelijk mensfiguur met duidelijke gezichtsuitdrukkingen. Daarentegen is zijn kleurgebruik vooral expressionistisch. In sommige series gebruikt hij normale huidtinten wanneer hij mensen schildert, maar in veel series gebruikt hij juist vooral koele kleuren met sterke contrasten (blauwtinten, zwarte-witcontrasten) of warme kleuren (roodtinten, kleuren die goed in elkaar over gaan), die niet per se de waarheid representeren. Daarnaast schildert hij ook verbroederende of romantische momenten tussen queer personen. Dit kunnen mannen en vrouwen samen zijn, of homoseksuele personen. Een recente serie was eind juli 2021 zichtbaar in The Ballery in Berlijn, getiteld Summer of Love.

## Werk
Voor zijn werk aan Summer of Love, heeft Hopf een serie gemaakt die hij Social Distance 2020 genoemd heeft. Deze tentoonstelling was voor hem een reactie op de coronapandemie, die begin 2020 startte en in een razend tempo verspreidde. Hij is geïnspireerd geraakt door de noodzaak om afstand te houden van andere mensen gedurende deze tijd, waardoor hij wilde spelen met afstand, nabijheid en beleving. Afgebeeld zijn jonge mannen die aan autofellatio doen, ofwel zichzelf bevredigen. Dit omdat het onverstandig is in deze tijd om seksuele handelingen uit te voeren met een ander persoon. Hopf beschrijft het zelf als “een erotische versie van totaal ‘veilig’.” Voor zijn werk heeft hij modellen geschilderd, die fysiek aanwezig waren in zijn studio (op afstand). Voor het merendeel van zijn werken is aquarelverf gebruikt, met krantenartikelen die over het coronavirus gaan als canvas. Een enkel model heeft hij gewoon op papier geschilderd.
Niet al Hopfs werk is erotisch van aard. In 2019 bracht hij een tentoonstelling uit met de titel Stonewall Riots 1969. Deze is op 8 en 9 juni van datzelfde jaar te zien geweest tijdens het Pride festival in Los Angeles. Hopf vertelde in een interview dat, hoewel hij het grootste gedeelte van zijn leven in West-Duitsland heeft gewoond, hij zijn coming-out in de jaren zeventig in San Francisco had en zich dus nauw verbonden voelt met de homo-emancipatie van de Verenigde Staten. Om zich voor te bereiden op zijn werk, heeft Hopf grondig onderzoek gedaan naar de Stonewall rellen van 1969, een gebeurtenis die volgens veel historici de bakermat is geweest voor de activistische Pride beweging zoals wij die nu kennen. Vrienden en familie hebben model gestaan voor zijn werk, wat ook weer met aquarelverf geschilderd is. Ook voor deze tentoonstelling heeft hij krantenartikelen gebruikt, deze keer artikelen uit magazines uit de jaren zestig en zeventig. De mensen zijn op ware grootte afgebeeld.
Hopf maakt niet alleen kunst uit esthetische overtuiging, hij maakt ook werken om queer iconen te vereeuwigen. Hiertoe gebruikt hij niet alleen fotografie, maar ook schilderijen. In zijn serie Golden Queers, waar hij in 1997 aan begon en nog steeds aan toevoegt, heeft hij schilderijen gemaakt van legendes als de drag queen Divine, maar ook contemporaine beroemdheden als Ricky Martin, of historische figuren als Leonardo da Vinci. Voor deze werken gebruikt hij bladgoud en aquarelverf op een donkere achtergrond. Door het goud in het schilderij te verwerken, krijgt het beeld een tijdloze indruk, wat Hopfs doel is. Hij wil queer iconen van uit de geschiedenis tot nu in beeld brengen en vereeuwigen in zijn kunst.

## Externe bron
Website Rinaldo Hopf
- Gemeinsame Normdatei: 129496529
- International Standard Name Identifier: 0000 0000 7870 296X
- Library of Congress Control Number: no95043566
- PIC: 389035
- Virtual International Authority File: 15850028
- WorldCat: E39PBJcc9RVBBVY3hDHyppGWDq